# Maropitant
Il maropitant, usato come maropitant citrato, è un farmaco ad uso veterinario antagonista del recettore NK1. Viene utilizzato principalmente per ridurre la nausea ed il vomito indotto da chemioterapia. 
In Italia è venduto con il nome di Cerenia.
Il suo uso è approvato unicamente per le specie canine.

## Usi
Sebbene sia indicato per la prevenzione della nausea indotta dalla chemioterapia, trova anche utilizzo per la prevenzione del vomito, incluso quello indotto dalla cinetosi. 
La somministrazione tramite compresse si è dimostrata efficace nel trattamento del vomito e della nausea, tuttavia quando la frequenza del vomito è elevata, poiché assorbimento orale può essere successivo al prossimo evento emetico, ne può essere consigliata dapprima la somministrazione per via iniettabile.

## Meccanismo d'azione
Il maropitant è un neurochinina (NK1), antagonista di tali recettori, e blocca l'azione della sostanza P a livello del sistema nervoso centrale. La sostanza P è un neurotrasmettitore coinvolto nel meccanismo del vomito e quindi, se viene bloccato il recettore sul quale agisce, si riesce prevenire il vomito.

## Precauzioni
Il maropitant viene metabolizzato per via epatica, perciò deve essere somministrato con riguardo a quei pazienti con patologie epatiche in corso. In più, poiché  il maropitant ha affinità verso i canali degli ioni Ca e K, deve essere somministrato con cautela ad animali con problemi cardiaci.